# Claudia Hoffmann (Fußballspielerin)
Claudia Hoffmann (* 6. August 1997) ist eine deutsche Fußballtorhüterin.

## Karriere
Hoffmann wechselte 2011 vom SV Berk in die Jugendabteilung des 1. FC Köln. Von 2012 bis 2014 war sie Stammtorhüterin der U-17-Juniorinnen in der Bundesliga West/Südwest und gehörte ab der folgenden Saison zum Kader der 2. Mannschaft in der Regionalliga West. Seit der Saison 2016/17 ist sie Teil der ersten Mannschaft und in dieser Spielzeit zu neun Zweitliga- sowie zwei DFB-Pokaleinsätzen. Als Zweitplatzierter der 2. Bundesliga Süd hinter der nicht aufstiegsberechtigten Zweitvertretung der TSG 1899 Hoffenheim gelang ihr mit der Mannschaft im Sommer 2017 der Aufstieg in die Bundesliga. Dort debütierte sie am 1. Oktober 2017 (4. Spieltag) bei der 0:7-Heimniederlage gegen den SC Freiburg, als sie in der 46. Minute für Anne-Kathrine Kremer eingewechselt wurde.

## Erfolge
- Aufstieg in die Bundesliga 2017 (mit dem 1. FC Köln)